# Alpstein
El Alpstein es un subgrupo de los Prealpes appenzelleses en Suiza. El macizo de Alpstein se encuentra en el Cantón de Appenzell Rodas Interiores, Cantón de Appenzell Rodas Exteriores y Cantón de San Galo.
A pesar de ser bastante baja la altitud en comparación con otros picos alpinos, la montaña más alta es Säntis a 2502 metros. La cordillera de Alpstein, debido a su posición "avanzada" al norte, a poca distancia del lago de Constanza (casi 30 km) es relativamente alta en comparación a los alrededores. La cadena también incluye  el Altenalp Türm como la cumbre más septentrional de más de 2.000 metros en Suiza.

## Descripción

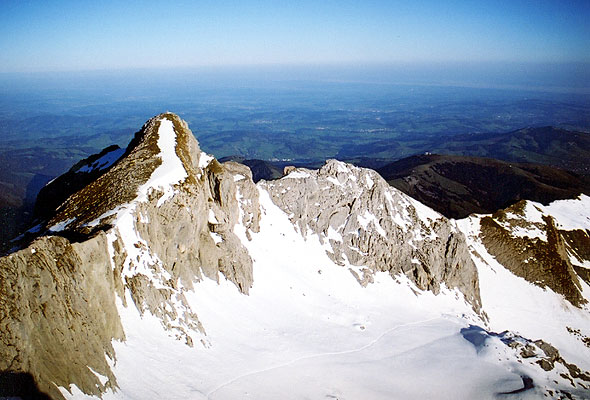
Vista de Säntis en Girenspitz (2448 m).

Geológicamente, el macizo de Alpstein es diferente de los Alpes centrales predominantemente graníticos. El Alpstein es sobre todo un macizo de piedra caliza y, por lo tanto, constituye una especie de prolongación occidental de las cordilleras orientales, que se extiende entre Alemania y Austria.
A causa de la erosión,  las numerosas grietas, cuevas y sumideros que existen en la piedra caliza, dos de los tres lagos no tienen drenaje superficial: el agua de los lagos Fälensee fluye por la cordillera hacia el suroeste en el Rin.
Morfológicamente, hay tres pliegues tectónicos principales que van del suroeste al noreste. Solo el Lisengrat, la conexión entre los dos picos Säntis y Altmann es perpendicular a la cresta principal. 